# LAM (イラストレーター)
LAM （らむ、1990年11月22日 - ）は日本の男性イラストレーターである。主にキャラクターデザイン、MVイラスト、イベントのビジュアルを手掛けている。

## 来歴
福岡県北九州市出身。多摩美術大学美術学部グラフィックデザイン学科卒業後、株式会社アトラスにUIデザイナーとして入社。『ペルソナ5』などの制作現場を経験したのち、2018年に退社。以後はフリーランスのイラストレーターとして活動している。
大学時代からの友人である、デザイナーのカトウと共にデザインチーム「雷雷公社」を主催している。
2017年8月頃までは「RAM」名義を使用していた。

## 人物
ビビッドできらびやかな色使いが特徴。影響を受けているイラストレーターとして、ヤスダスズヒト、竹、MITSUMEを挙げている。望月けいとは友人でありつつライバルでもあり、「『この人に負けたくない』と思うようになった」とインタビューで語っている。

## 作品

### 装画

#### 小説
- 『水の理』シリーズ（2016年8月 - 2017年8月、著：古流望、フリーダムノベル[13][9][注釈 1]）
- 『七福神戦争』（2018年6月、著：遠藤徹、五月書房新社[14]）
- 『彼女が死んだ夜』 新装版（2019年4月、著：西澤保彦、幻冬舎文庫[15][16]）
- 『君待秋ラは透きとおる』（2019年6月、著：詠坂雄二、角川書店[17][18]）
- 『プラチナデータ』新装版（2019年12月、著：東野圭吾、幻冬舎文庫[19]）
- 『魔女と猟犬』シリーズ　装画・挿絵（2020年10月 - 、著：カミツキレイニー、ガガガ文庫[20]）
- 『ALTDEUS:Beyond Chronos Decoding the Erudite』（2021年2月、著：小山恭平、柏倉晴樹、カミツキレイニー、高島雄哉、ハヤカワ文庫JA[21][22]）
- 『プラントピア』（2024年3月、著：丸岡望、電撃文庫[23]）
- 『境界のメロディ』装画・挿絵・題字（2024年5月予定、著：宮田俊哉（Kis-My-Ft2）、メディアワークス文庫[24]）

#### その他
- TRPGルールブック『銀剣のステラナイツ』シリーズ（2018年9月 - 、著：瀧里フユ/どらこにあん、富士見書房[25]）

### キャラクターデザイン

#### ゲーム
- 『車なごコレクション』日産 Be-1、日産 パオ、日産 フィガロ（2016年4月[26][27][28][注釈 1]）
- 『スターオーシャン:アナムネシス』兎耳のミラージュ（2018年9月[29][30]）
- 『東京クロノス』（2019年3月[31]）
  - 『ALTDEUS: Beyond Chronos』（2021年2月[32]）
  - 『DYSCHRONIA: Chronos Alternate』（2022年9月[33]）
- 『WACCA』（2019年7月 - 2022年8月[34]）
- 『チュウニズム』ニナ（2019年10月[35][36]）
- 『一血卍傑-ONLINE-』ツクモ（2019年11月[37][38]）
- 『ボーダーブレイク』ヴィヴィッド（2020年4月[39]）
- 『サクラ革命 〜華咲く乙女たち〜』土方べにし（2020年11月[40][41]）
- 『天華百剣 -斬-』天叢雲剣（2021年5月[42][43]）
- 『刀剣乱舞』石田正宗（2023年4月[44]）

#### メディアミックス作品
- 『takt op.』（2021年3月 - [45][46]）
- 『テクノロイド』（2022年1月[47][48][注釈 2]）
- 『プラントピア』（2022年8月 - [49][50]）
- 『フラガリアメモリーズ』ハルリット（2023年9月 - 、株式会社サンリオ[51]）

#### バーチャルYouTuber・配信者
- 九条林檎（2018年12月 - 、VEE[52]）
- 九条杏子、九条棗、九条茘枝（2019年3月 - 、AVATAR2.0 Project[53]）
- 馬犬（2019年9月 - 、動画投稿者[54][55][注釈 3]）
- 獅子丸ほむら、獅子丸しずく（2019年11月 - 2022年6月、おきなわ部[57]）
- ユー・エステラ・キラメキ（2020年4月 - 2021年12月、タイのバーチャルYouTuber[58]）
- ぞん子（2020年5月 - 、エナジードリンク「ZONe」公式イメージキャラクター[59][60]）
- がんばるぅ子（2020年8月 - [61][62][注釈 4]）
- クレイジー・オリー（2020年12月 - 、ホロライブインドネシア[64][65]）
- ヴォックス・アクマ（2021年12月 - 、NIJISANJI EN[66][67]）
- ファルガー・オーヴィド（2022年2月 - 、NIJISANJI EN[68][69]）
- rpr（2022年5月、元プロゲーマーのストリーマー[70][71][注釈 5]）
- Kanaria（2024年8月、ボカロP主）

#### その他
- 結月ゆかりΜμ（2019年12月[73]）
- リアル謎解き恋愛ホラーゲーム『光と闇のバレンタイン ～不思議な廃墟からの脱出～』（2020年2月7日 - 3月8日[74][注釈 6]）
- MYK-IV（2023年6月、AI歌唱ソフト『VoiSona』ボイスライブラリ[75]）

### 衣装デザイン
- 「初音ミク Project DIVA MEGA39's」テーマソング『Catch the Wave』モジュールデザイン（2019年8月[76]）
- 九条林檎、九条杏子、九条茘枝、九条棗『We sing the world』MV衣装デザイン（2020年11月[77][78]）
- ばぶかす 新衣装（2021年2月[79][80]）
- メイドカフェ『MAID√MADE』制服デザイン（2021年6月[81][82]）
- 体験型オンラインイベント『ソードアート・オンライン –エクスクロニクル– Online Edition』衣装デザイン（2021年11月[83]）
- 体験型アトラクション『ソードアート・オンライン -アノマリー・クエスト-』キリト・アスナ 衣装デザイン（2023年4月 - 2025年1月、THE TOKYO MATRIX[84]）
- 本間ひまわり 3D衣装デザイン（2023年8月、にじさんじ[85]）
- 初音ミク「マジカルミライ2023」衣装デザイン（2023年8月、9月[86][87]）
- Kuzuha Solo Event “Kaleidoscope” ライブ衣装デザイン（2023年12月、にじさんじ[88][89]）
- 「プロジェクトセカイ COLORFUL LIVE 3rd」3周年記念衣装デザイン（2024年1月、2月[90][91]）

### MVイラスト

#### オリジナル楽曲
- カラスヤサボウ
  - 『パラノイヤ』（2017年7月[92][93][注釈 1]）
  - 『天才ロック』（2017年11月[11][94]）
  - 『ミームミームミーム』（2018年11月[95]）
- 八王子P、Giga、q*Left『Gimme×Gimme』（2019年10月[96]）
- 結月ゆかりMμ『Struggle On』（2020年8月[97]）
- Kanaria
  - 『エンヴィーベイビー』（2021年2月[98]）
  - 『MIRA』（2021年3月[99]）
  - 『EYE』（2021年7月[100]）
  - 『エンヴィーベイビー』×『KING』（2021年11月[101]）
  - 『アイデンティティ』（2022年1月[102]）
  - 『酔いどれ知らず』（2022年5月[103][注釈 7]）
  - 『QUEEN』（2022年8月[104]）
  - 『レクイエム』（2023年4月[105][注釈 8]）
  - 『デーモンロード』（2023年7月[106]）
  - 『Dec.』（2024年4月[107]）
- 九条杏子『Liberio』（2021年2月[108]）
- がんばるぅ子『My World』（2021年8月[109]）
- ChroNoiR『ブラッディ・グルービー』（2021年12月[110][注釈 9]）
- ぞん子
  - 『Dive into the ZONe』（2022年4月[111]）
  - 『バーニット!!』（2023年4月[112]）
  - 『超バイオリズム』（2023年4月[113]）
  - 『Let Me See』（2023年4月[114]）
  - 『ときめき！スター☆ランド！。』（2023年4月[115]）
- 紫咲シオン『シャンデリア』（2022年8月[116][注釈 9]）
- ワンダーランズ×ショウタイム、鏡音リン『サイバーパンクデッドボーイ』（2024年1月[117]）

#### カバー作品
- 紫咲シオン『うっせぇわ（Ado）』（2021年3月[118]）
- がうる・ぐら、森カリオペ『KING（Kanaria）』（2021年9月[119]）
- あらなるめい『EYE（Kanaria）』（2021年9月[120]）
- 叶『MIRA（Kanaria）』（2021年9月[121]）
- Leo/need、初音ミク『Hello,world!（BUMP OF CHICKEN）』（2021年10月[122]）
- luz、超学生『アイデンティティ（Kanaria）』（2022年6月[123]）
- リゼ・ヘルエスタ『QUEEN（Kanaria）』（2023年5月[124]）
- 葛葉『春を告げる（yama）』（2024年3月[125]）

### グッズイラスト
- 星咲花那 バースデーワンマンライブ グッズイラスト（2019年5月[126][127]）
- 「M.S.S Project×ドン・キホーテ」 コラボグッズイラスト（2020年1月[128]）
- 「『初音ミク』×SuperGroupies」コラボアイテムイラスト（2020年8月[12]）
- 「Akiba幻装×邪神ちゃんドロップキック」コラボTシャツ イラストデザイン（2020年9月[129][130]）
- 「Akiba幻装×ゴジラ」コラボスウェット イラストデザイン（2021年1月[131]）
- 「VALETTE×雷雷公社」コラボサイクルウェア イラストデザイン（2021年2月[132]）
- ばぶかす グッズイラスト（2021年2月[133][80]）
- 「カプとれ×ホロライブ」コラボグッズイラスト
  - 大神ミオ（2021年2月[134]）
  - 常闇トワ（2021年6月[135]）
  - 星街すいせい（2021年8月[136]）
  - 大空スバル（2021年10月[137]）
  - 桃鈴ねね（2022年2月[138]）
- 「手ぬぐいLAM×永楽屋」手ぬぐいイラスト（2021年8月[139]）
- 葛葉 誕生日記念グッズイラスト（2021年11月[140][141]）
- 「カプとれ×ホロスターズ『律可』＆『奏手イヅル』」コラボグッズイラスト（2021年12月[142]）
- ディムマック（英語版）x 英語版アークナイツ コラボグッズイラスト（2022年1月[143][144]）
- 「AGF2022」 Luxiem グッズイラスト（2022年11月[145][146]）
- 「カプとれ ストリートファイター6×LAM」グッズイラスト（2022年12月[147]）
- 「AFA x hololive Meet x LAM」グッズイラスト（2023年11月[148][149]）
- 「にじさんじ春節グッズ2024」闇ノシュウ、ヴォックス・アクマ、エナー・アールウェット、長尾景、フレン・E・ルスタリオ、健屋花那 グッズイラスト（2024年2月[150]）
- 「LAM×サンリオキャラクターズ」コラボグッズ（2024年3月[151]）
- 九条林檎×ANIERA 信州安曇野産100％りんごジュース「紅館」コラボパッケージ イラスト（2024年4月[152]）
- 「Crazy Raccoon×ZONe ENERGY」コラボグッズイラスト（2024年4月[153]）
- 神成きゅぴ 誕生日記念グッズイラスト（2024年5月、ぶいすぽっ![154]）
- 渋谷ハル 誕生日記念グッズイラスト（2024年7月、Neo-Porte[155][156]）

### CDジャケット・アートワーク
- Massive New Krew『Blaster』（2018年3月[157][158]）
- 『Vocalostream feat. 初音ミク』（2019年3月[159]）
- Sampling Masters MEGA『Avant Raze』（2019年12月[160]）
- tanchiky『Make Up, Your Colors』（2020年2月[161]）
- BOND LOST ACT[注釈 10]
  - デビューミニアルバム『fog.1』（2020年4月[164][165][注釈 11]）
  - アルバム『マニックピクシードリームガール』（2021年8月[166][注釈 11]）
  - EP『祝祭日の前日譚』（2023年11月[167][168]）
- t+pazolite & Massive New Krew feat. リリィ(CV:青木志貴)『with U』（2020年9月[169]）
- Aldious『EvokeⅡ 2010-2020』（2020年9月[170]）
- ryo(supercell) feat. まふまふ、gaku『タクト』（2021年10月[171]）
- USAO、Camellia『Möbius』MVイラスト・ジャケットイラスト（2022年4月[172]）
- テクノロイド ユニゾンハート CLIMBER CD SERIES（2022年[173]）
- Kanaria アルバム『Kanaria.code』（2022年9月[174][175]）
- ▽▲TRiNITY▲▽ アルバム『Δ(DELTA)』（2022年10月[176]）
- REDALiCE アルバム『CROWN』（2023年4月[177]）
- 中島美嘉『SYMPHONIA』完全生産限定盤（2023年7月[178]）

### CMアートワーク
- 専門学校 HAL 2019年度CM[179][180]

### イベントビジュアル
- VRファッション・ライブイベント「FAVRIC」（2019年9月[181][182]）
- 「BICAF国際コミック&アニメーションフェスティバル」（2019年11月[183]）
- 「初音ミク POP UP SHOP in MAGNET by SHIBUYA109」（2019年12月 - 2020年1月[184][185]）
- 「AFA SINGAPORE 2020 ONLINE」（2020年12月[186][187][注釈 12]）
- おめがシスターズ3周年記念イベント「おめがシスターズ 3rd anniversary」(2021年3月 - 4月[188][189])
- がんばるぅ子３周年＆誕生日記念ライブイベント「Cheer」ビジュアル（2021年8月[190][191]）
- 創作同人誌即売会「九州コミティア7」（2023年3月[192]）
- ミュージックアートフェス「NIGHT HIKE」（2023年8月[193]）
- 初音ミク「マジカルミライ2023」（2023年8月、9月[194]）
- 「蛍火虫動漫遊戯嘉年華・広州31st（31st FIREFLY ACG EXPO）」（2023年12月30日 - 2024年1月1日[195][196]）
- 「プロジェクトセカイ COLORFUL LIVE 3rd - Evolve - 」（2024年1月[197]）
- 「AFA Indonesia 2024」（2024年5月[198]）

### 美術展
- 個展「目と雷」（2020年3月 - 4月[199]）
- 「絵師100人展」
  - 10（2020年8月[200]）
  - 11（2021年4月 - 5月[201]）
  - 12（2022年4月 - 5月[202]）
  - 13（2023年4月 - 5月[203]）
  - 14（2024年4月 - 5月[204]）
- 企画展「EX-VISIONS by pixiv」（2020年11月[205]）
  - 「EX-VISIONS 2022 by pixiv」（2022年[206]）
- 個展「雷火噬原」（2021年10月[207]）
- AFACSF LAM Art Exhibition（2023年7月[208]）
- AFA Indonesia 2024 LAM Art Exhibition（2024年5月[209]）

### アニメ
- 『機動戦士ガンダム 水星の魔女』21話 エンドカード（2023年6月[210]）

### その他
- 『Fate/Grand Order』
  - スペシャルイベント「Apocrypha/Inheritance of Glory」概念礼装『出発進行！』（2018年4月[211]）
  - お正月イベント『雀のお宿の活動日誌～閻魔亭繁盛記～』概念礼装「笑顔のしるし」（2019年1月[212]）
- 初音ミク LAMロックシンガー Ver. 1/7 スケールフィギュア　デザイン（2021年8月[213]）
- カバーアート連載企画「太陽に仕える12人の星娘たち」（2023年4月 - 2024年5月、Webメディア「Febri」[214][215]）

## 出演

### イベント
- 「アニメセントラル（英語版）2019」サイン会・ライブペイント（2019年5月[216][217]）
- 「LAMのイラスト術 in DNPプラザ」（2019年[218]）
- 第17回「まんさい こうちまんがフェスティバル」ライブドローイング（2019年11月[219]）
- 「Anime NYC」サイン会・ライブペイント（2019年11月[220]）
- 「Cafe Connect ～クリエイター×vtuber～」（2019年11月[221][222]）
- 「CEDEC2020」セッション「ALTDEUS: Beyond Chronosビジュアルデザインメイキング　feat.CLIP STUDIO PAINT」（2020年9月[223]）
- 福岡デザイン&テクノロジー専門学校 特別講義・ライブドローイング（2022年3月[224]）
- 名古屋デザイン&テクノロジー専門学校 ライブペイント・トークショー（2022年8月[225]）
- 「SMASH!（英語版） 2023」トークショー＆サイン会（2023年7月[226][227]）
- 「AFA Creators Super Fest 2023」トークショー＆サイン会（2023年7月[228][229][注釈 13]）
- 初音ミク「マジカルミライ 2023」 Ayase × LAM スペシャルトークショー（2023年9月[230]）
- 福岡デザイン&テクノロジー専門学校 ライブドローイング　（2023年9月[231]）
- OCA大阪デザイン＆テクノロジー専門学校 ライブドローイング（2023年10月[232]）
- 「AFA Singapore 2023」トークショー＆サイン会（2023年11月[233][234][注釈 13]）
- 「AFA Indonesia 2024」トークショー＆サイン会（2024年5月[235][236][237][注釈 13]）